# Veronica uniflora
Veronica uniflora är en grobladsväxtart som beskrevs av Thomas Kirk.
Veronica uniflora ingår i släktet veronikor och familjen grobladsväxter. Inga underarter finns listade i Catalogue of Life.